# Туркестан (город)
Туркеста́н (каз. Түркістан / Türkıstan) — город на юге Казахстана, недалеко от реки Сырдарьи. С 19 июня 2018 года является административным центром Туркестанской области (ранее Южно-Казахстанская). Один из древнейших городов Казахстана. Расположен в 160 км к северо-западу от города Шымкента на Ташкентском железнодорожном ходу между Кызылордой и Ташкентом.
Туркестан — одно из мест для паломничества суфийских мусульман.

## История

### Античные и средневековые поселения

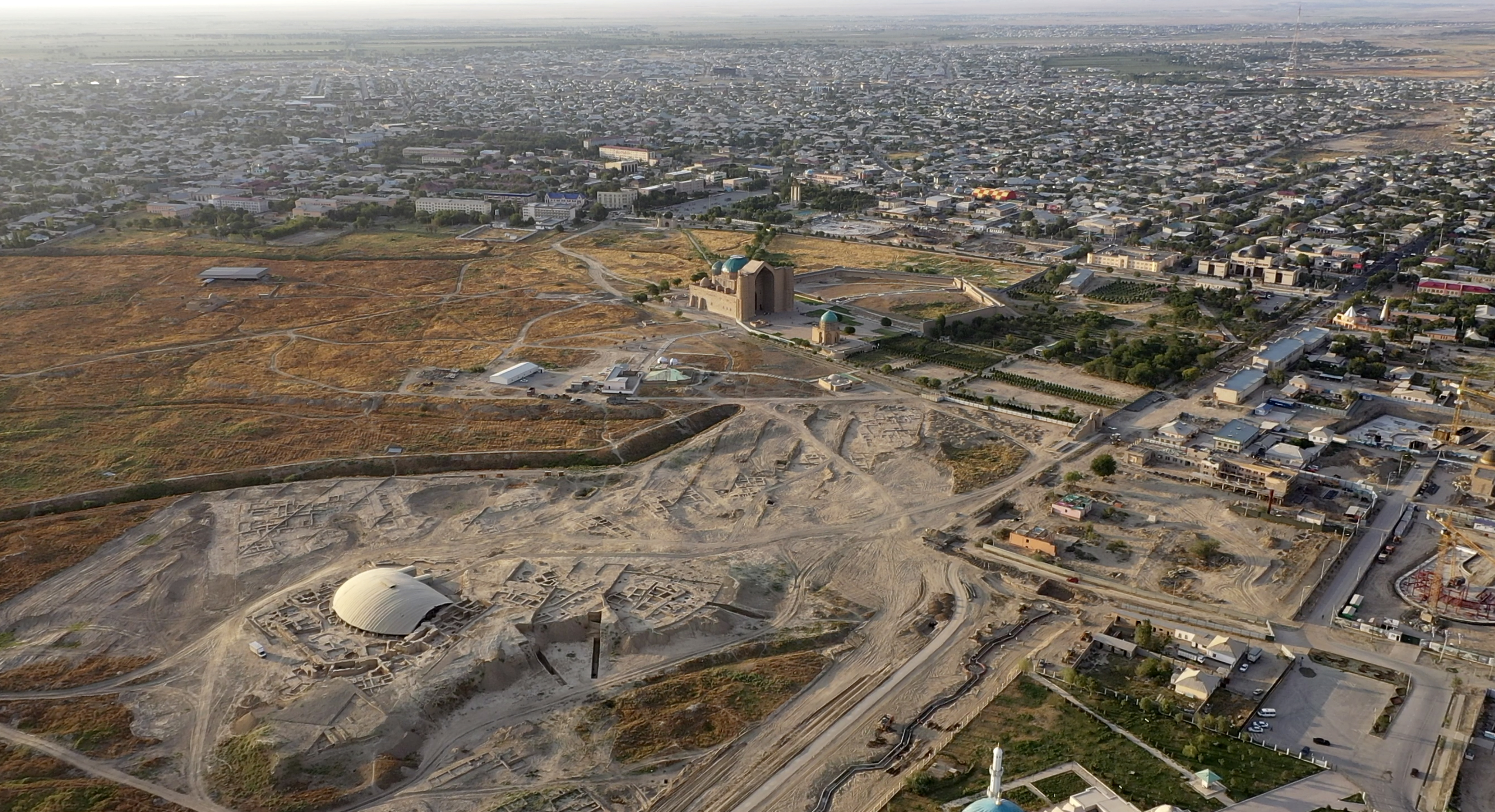
Вид на городище Культобе и мавзолей Ясави

Археологические исследования городища Культобе в Туркестане вскрыли уникальный архитектурный комплекс древней цитадели, который относится археологом Ерболатом Смагуловым к первым векам до н. э. В письменных источниках X века в районе современного города Туркестана упоминается город Шавгар (Шавагар). До VIII века (552—702 гг.) территория Шавгара находилась под властью Тюркского и Западно-тюркского каганатов, затем вошла в состав Тюргешского каганата (702—756 гг.).
В 820—999 гг. Шавгар входил в северо-восточные пределы государства Саманидов. Городом управляла местная тюркская династия, он был наделён рядом привилегий, в частности — освобождение от уплаты хараджа. Город располагался на торговом пути, который соединял присырдарьинские города с сельскохозяйственными центрами Средней Азии и Хорезмом. После распада государства Саманидов его территория была разделена между Караханидами и газневидами по реке Амударье, и Шавгар до начала XIII века, вероятно, входил в состав одного из караханидских уделов.
Начиная с XII века название Шавгар не упоминается в средневековой историко-географической литературе. Возможно, в это время он превратился в небольшой посёлок, затем покинутый, как это видно из археологических исследований. В XII—XIV веках экономическим и политическим центром региона стал Ясы (Яссы), который ранее был незначительным поселением, также на территории современного Туркестана.
В средневековье Ясы был городом-крепостью. В XII веке здесь жил суфийский поэт, философ Ходжа Ахмед Ясави, который был похоронен тут же. Тамерлан, в состав империи которого входил и Ясы, в 1396—1398 годах над могилой Ясави стал строить мавзолей с мечетью, город приобрёл известность в мусульманском мире как религиозный центр — Азрет султан (Хазрет султан). Бухарский хан Абдулла-хан II отдал приказ окончить строительство портальной части мечети-мавзолея Ходжи Ахмеда Ясави, оставшейся незавершённой после смерти Тимура. Кроме того, произведён частичный ремонт памятника (укреплено основание, реконструирована ниша у северного минарета, переделаны перекрытия и т. д.).

### Казахское ханство

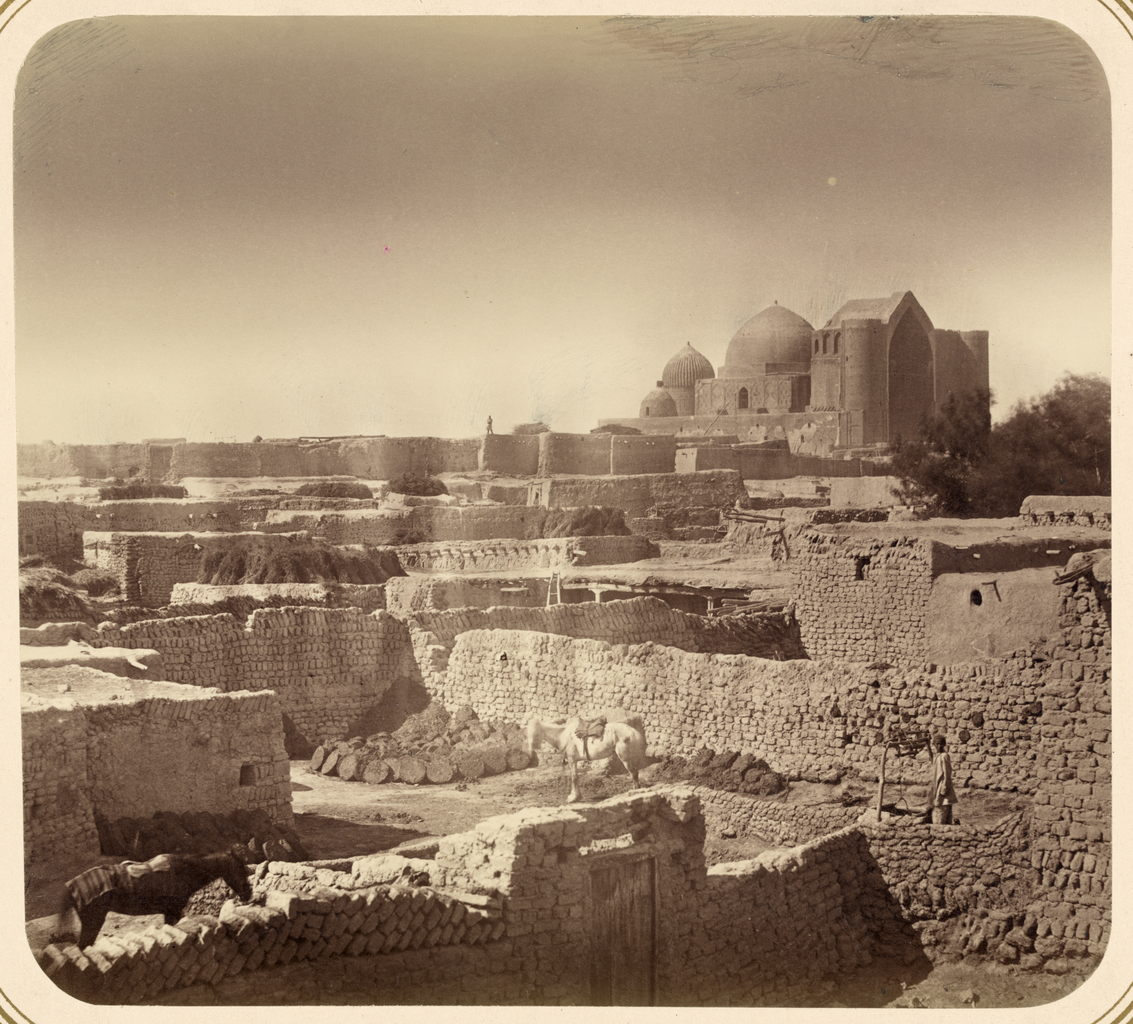
Фотография Туркестана XIX века, автор А. Л. Кун

Первые упоминания нового названия города — Туркестан — относятся к середине XVI века, когда город стал принадлежать Казахскому ханству.
В XVI—XVII веках Ясы—Туркестан был политическим, экономическим и культурным центром ханства. Анализ найденных монет показал, что с XVI века в городе действовал монетный двор, чеканивший медные монеты. Чеканка из Туркестана преобладала вместе с ташкентским в кладах XVI—XVII веков, обнаруженных при раскопке городища Отрар. Среди монет Отрара был также найден серебряный чекан из Туркестана с именем шейбанида Искандер-хана (1560—1583 гг.).
В позднее Средневековье в регионе была нестабильная политическая обстановка. Современные территории Южного Казахстана были объектами притязаний разных государств. В результате войн власть над регионом захватывали завоёвывали шейбаниды, казахские ханы, джунгары, бухарские эмиры, ташкентские и кокандские правители.
В 1864 году город Туркестан был взят русскими войсками и вошёл в состав Туркестанской области. После завоевания этих земель Российской империей город потерял столичный статус.

### Современная история

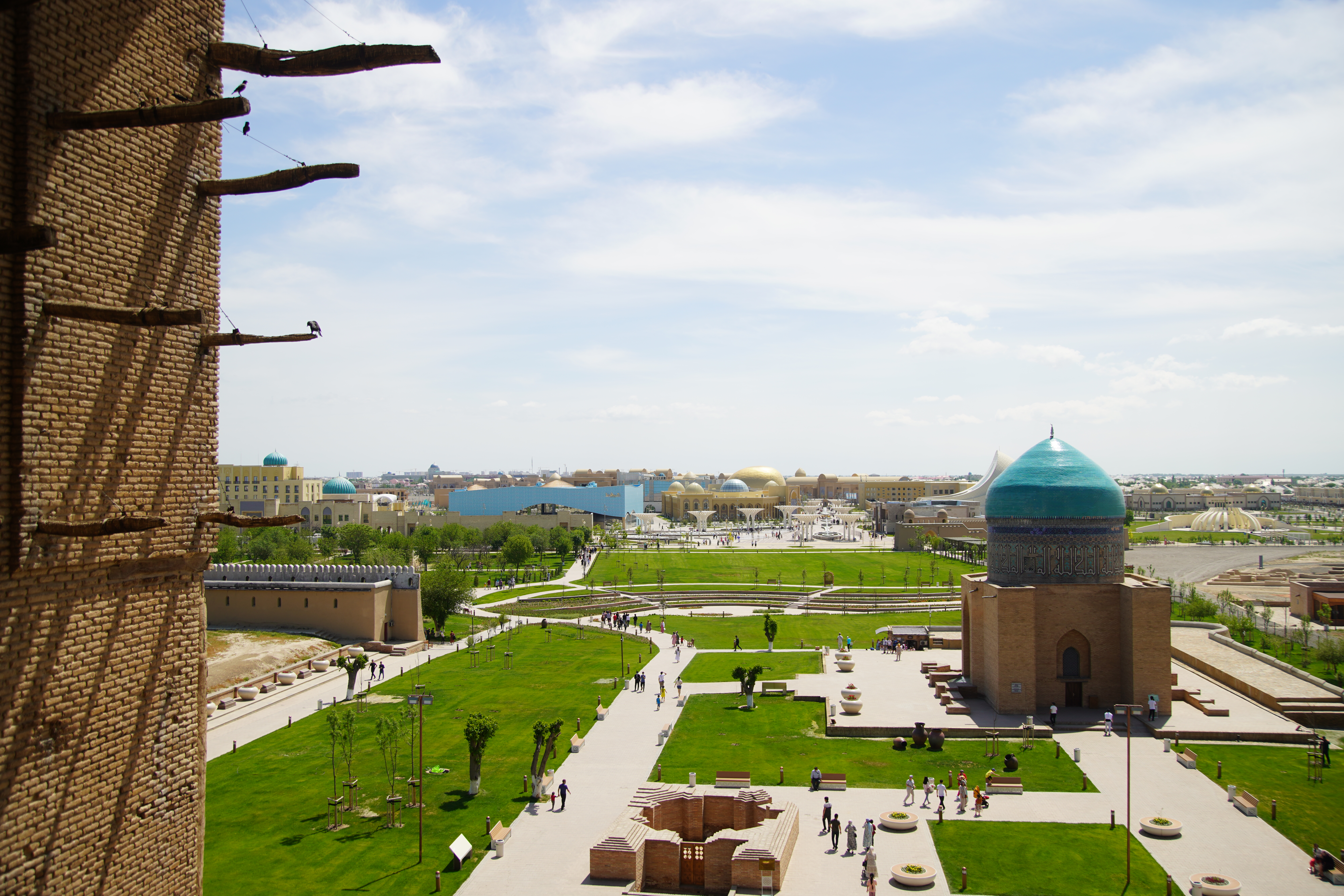
Туркестан, май 2021 года

В 1932—2018 годах Туркестан входил в состав Южно-Казахстанской (Чимкентской) области с центром в Шымкенте (Чимкенте). В 2018 году область была преобразована в Туркестанскую с центром в Туркестане, а Шымкент стал городом республиканского значения.
После получения статуса областного центра в Туркестане начали развивать туристический кластер. В 2018—2020 годы в городе было построено 257 объектов, в том числе было начато строительство туристического комплекса «Караван-Сарай» и летающего театра «Алтын Самрук». В 2020 году было закончено строительство международного аэропорта «Хазрет Султан».
До 2025 года в Туркестане планировалось строительство и ввод в эксплуатацию 1,4 миллиона квадратных метров жилья (26,5 тысячи квартир).

## Климат
По классификации Алисова климат в городе субтропический внутриконтинентальный, крайне засушливый, летом осадки могут выпадать не каждый год. Туркестан — один из немногих городов в мире, где непосредственно фиксировалась температура в +49 °C, в то же время зимой возможны трескучие морозы. Лето чрезвычайно жаркое: средняя температура июля составляет +28,7 °C, января −3,1 °C. Летом характерны огромные суточные колебания температуры, которые составляют 15-20 °C, зимой меньше около 10 °C в связи с не столь сильным прогревом солнца. Погода зимой неустойчива и варьирует от сильных оттепелей до затяжных похолоданий.
- Среднегодовая температура (2001—2016): +13,8 C°[источник не указан 2835 дней]

| Показатель                    | Янв.  | Фев.  | Март  | Апр. | Май  | Июнь | Июль | Авг. | Сен. | Окт.  | Нояб. | Дек. | Год   |
| ----------------------------- | ----- | ----- | ----- | ---- | ---- | ---- | ---- | ---- | ---- | ----- | ----- | ---- | ----- |
| Абсолютный максимум, °C       | 18,7  | 22,9  | 30,7  | 36,3 | 40,5 | 46,9 | 49,1 | 46,5 | 41,9 | 35,3  | 27,9  | 21,6 | 49,1  |
| Средний суточный максимум, °C | 1,6   | 5,3   | 13,5  | 21,9 | 28,3 | 34,3 | 36,3 | 35,0 | 28,8 | 20,3  | 11,4  | 3,4  | 20,0  |
| Средняя температура, °C       | −2,8  | 0,4   | 7,4   | 15,0 | 20,9 | 26,3 | 28,2 | 26,6 | 20,2 | 12,4  | 5,5   | −1,2 | 13,3  |
| Средний суточный минимум, °C  | −7,2  | −4,6  | 1,3   | 8,1  | 13,6 | 18,2 | 20,1 | 18,2 | 11,7 | 4,4   | −0,4  | −5,7 | 6,5   |
| Абсолютный минимум, °C        | −33,6 | −38,6 | −28,3 | −8,4 | −4,3 | 3,1  | 6,4  | 3,4  | −5,5 | −14,3 | −31,8 | −33  | −38,6 |
| Норма осадков, мм             | 20,6  | 21,6  | 28,8  | 31,2 | 21,7 | 7,2  | 3,4  | 1,7  | 2,6  | 12,6  | 22,0  | 30,4 | 213,8 |
| Источник: ,                   |       |       |       |      |      |      |      |      |      |       |       |      |       |

| Показатель                        | Янв. | Фев. | Март | Апр. | Май  | Июнь | Июль | Авг. | Сен. | Окт. | Нояб. | Дек. | Год  |
| --------------------------------- | ---- | ---- | ---- | ---- | ---- | ---- | ---- | ---- | ---- | ---- | ----- | ---- | ---- |
| Средний суточный максимум, °C     | 1,5  | 4,2  | 14,7 | 22,5 | 30,0 | 35,1 | 36,7 | 35,5 | 29,3 | 20,4 | 10,4  | 3,2  | 20,3 |
| Средняя температура, °C           | −2,6 | −0,8 | 8,8  | 15,8 | 22,7 | 27,4 | 28,5 | 27,6 | 21,0 | 13,0 | 5,1   | −0,8 | 13,8 |
| Средний суточный минимум, °C      | −6,7 | −5,6 | 2,5  | 8,9  | 15,3 | 19,6 | 20,3 | 19,7 | 12,8 | 5,3  | −0,3  | −5,1 | 7,2  |
| Источник: www.weatheronline.co.uk |      |      |      |      |      |      |      |      |      |      |       |      |      |

## Население
| Численность населения Туркестана | Численность населения Туркестана | Численность населения Туркестана | Численность населения Туркестана | Численность населения Туркестана | Численность населения Туркестана | Численность населения Туркестана |
| 1897                             | 1959                             | 1970                             | 1979                             | 1989                             | 1991                             | 1999                             |
| -------------------------------- | -------------------------------- | -------------------------------- | -------------------------------- | -------------------------------- | -------------------------------- | -------------------------------- |
| 11 253                           | ↗38 152                          | ↗53 965                          | ↗66 741                          | ↗78 285                          | ↗81 200                          | ↗85 613                          |
| 2004                             | 2005                             | 2006                             | 2007                             | 2008                             | 2009                             | 2010                             |
| ↗86 855                          | ↗88 054                          | ↗90 315                          | ↗93 256                          | ↗115 528                         | ↗142 899                         | ↗146 231                         |
| 2011                             | 2012                             | 2013                             | 2014                             | 2015                             | 2016                             | 2017                             |
| ↗148 554                         | ↗150 595                         | ↗153 028                         | ↗155 552                         | ↗157 765                         | ↗159 657                         | ↗160 530                         |
| 2018                             | 2019                             | 2020                             | 2021                             | 2022                             |                                  |                                  |
| ↗161 539                         | ↗164 746                         | ↗172 312                         | ↗187 564                         | ↗200 153                         |                                  |                                  |

### Национальный состав
Национальный состав (на начало 2025 года):
- казахи — 159 017 чел. (66,96 %)
- узбеки — 71 749 чел. (30,21 %)
- азербайджанцы — 1610 чел. (0,67 %)
- русские — 1596 чел. (0,67 %)
- татары — 1057 чел. (0,44 %)
- турки — 795 чел. (0,33 %)
- таджики — 223 чел. (0,09 %)
- уйгуры — 211 чел. (0,08 %)
- кыргызы — 109 чел. (0,04 %)
- корейцы — 86 чел. (0,03 %)
- греки — 39 чел. (0,01 %)
- и другие — 986 чел. (0,41 %)

Всего — 237 478 жителей.
Распределение населения города по национальностям согласно переписи 1939 года:
- узбеки — 6032 (50,77 %)
- казахи — 3178 (26,75 %)
- русские — 1488 (12,52 %)
- татары — 311 (2,62 %)
- украинцы — 253 (2,13 %)
- азербайджанцы — 231 (1,94 %)
- евреи — 183 (1,54 %)
- и другие — 389 (3,27 %)

Всего — 11882 жителя.
Распределение населения города по языкам согласно переписи в 1897 году:
- сартовский — 8933 чел.
- казахский — 1415 чел.
- татарский — 513 чел.
- русский — 230 чел.
- украинский — 82 чел.
- польский — 46 чел.
- персидский — 19 чел.
- остальные языки — 15 чел.[22].

## Административное деление
Город Туркестан окружён территорией сельских округов созданного в 2021 году Сауранского района.
Территория, непосредственно подчинённая акимату (мэрия) города, составляет 19 627 га (196,27 км²), общая площадь развития территории города на перспективу составляет 25 тыс. га (250 км²) для численности населения 1 млн человек.

## Экономика

### Промышленность
С 1968 года по 2018 год — город областного подчинения Чимкентской (с 1992 года Южно-Казахстанской) области. Со второй половины XX века стал крупным промышленным, образовательным и культурным центром, центром внутреннего и зарубежного туризма. В городе работает 13 промышленных объектов, среди которых наиболее крупные:
- хлопкообрабатывающий завод «Ясы КПО»,
- машиностроительный завод «КУАТ»,
- АО «Туркестан-Агрореммаш»,
- швейно-трикотажная фабрика,
- завод антибиотиков,
- совместное казахско-британское предприятие «Парабе» по производству перевязочных материалов.

Среди предприятий текстильной и швейной промышленности: «Яссы», «Туран», «Ак-Алтын», «ШТФ-Туркестан». Действуют предприятия пищевой промышленности, производители строительных материалов.
Развито животноводство, растениеводство. Особое место в сельском хозяйстве региона занимают выращивание зерновых культур и высоких сортов хлопка-сырца.
Город является крупным региональным центром торговли, в городе расположен крупный рынок.

### Транспорт
Железнодорожная станция на Ташкентском железнодорожном ходу.

Функционирует международный аэропорт Туркестан.
В городе есть автобусный парк, стоимость проезда на июль 2024 г.— 70 тенге

## Образование
6 июня 1991 года по личной инициативе первого президента Республики Казахстан Нурсултана Назарбаева был открыт Туркестанский государственный университет. Во время официальной встречи Нурсултана Назарбаева и премьер-министра Турции Сулеймана Демиреля 1 мая 1992 года была достигнута договорённость о создании «международного университета». 31 октября 1992 года в Анкаре было подписано Соглашение между правительством Республики Казахстан и правительством Турецкой Республики «О реорганизации вуза в Международный казахско-турецкий университет имени Ходжи Ахмеда Ясави».
В 2020 году в Туркестане был открыт университет туризма и гостеприимства IUTH (International University of Tourism and Hospitality), который был построен по поручению первого президента Казахстана. В университете 3 факультета: туризм, спорт, гостиничное дело и ресторанный бизнес.

## Достопримечательности

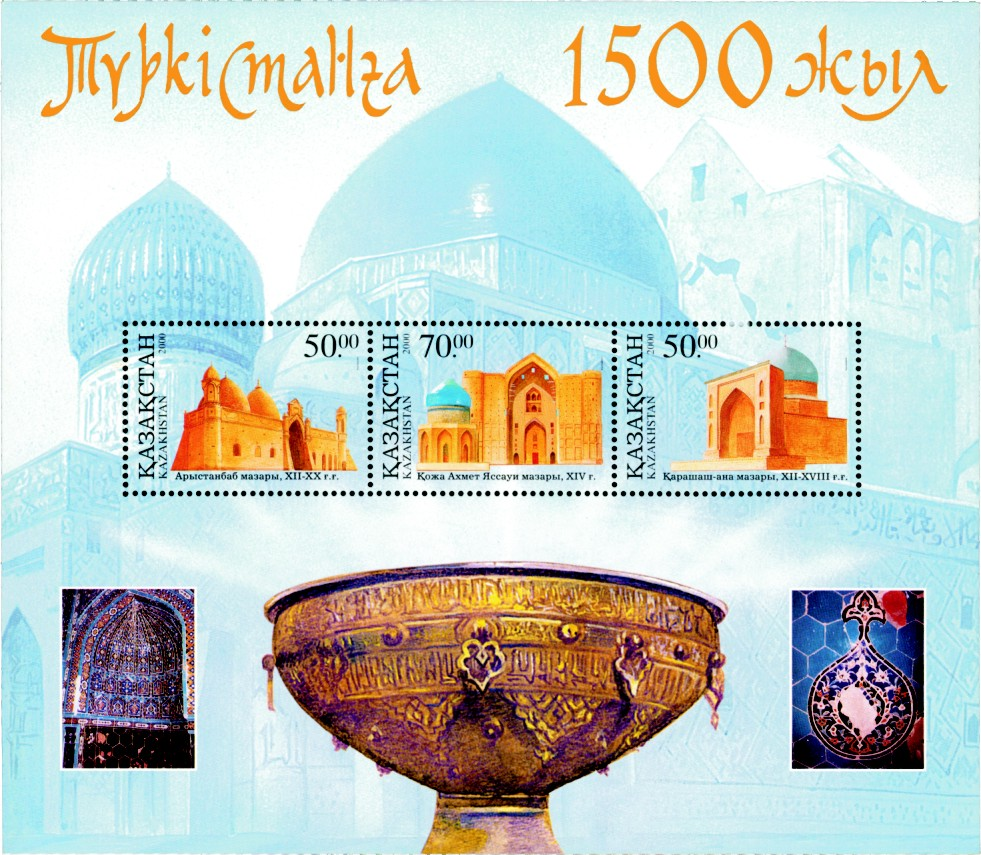
Почтовая марка Казахстана, посвящённая 1500-летию Туркестана

Основные городские достопримечательности:
- Ханака (мавзолей) конца XIV века на могиле Ходжи Ахмеда Ясави — известного суфия;
- заповедник-музей Азрет-Султан;
- гробницы казахских ханов Есим-хана, Аблай-хана, Абулхаир хана и других, бия Казыбека — одного из создателей свода казахских законов «Жеты Жаргы» и других государственных политических, военных, религиозных и иных деятелей, внёсших вклад в становление казахской государственности;
- железнодорожный вокзал (1905) — памятник архитектуры.
- ботанический сад

В историческом центре Туркестана также расположено множество других исламских достопримечательностей: подземная мечеть Хильвет (XII века), музей «Жума мечети» (XVIII века), Музей восточной бани и Музей истории города Туркестан, Музей археологии и этнографии, Музей-мавзолей Рабии Султан Бегим XV века.
В 2000 году город отметил 1500-летний юбилей. В соответствии с планом мероприятий по празднованию на капитальное строительство использовано 1271,3 млн тенге (около 160 млн рублей).

### Мавзолей Ходжи Ахмеда Ясави

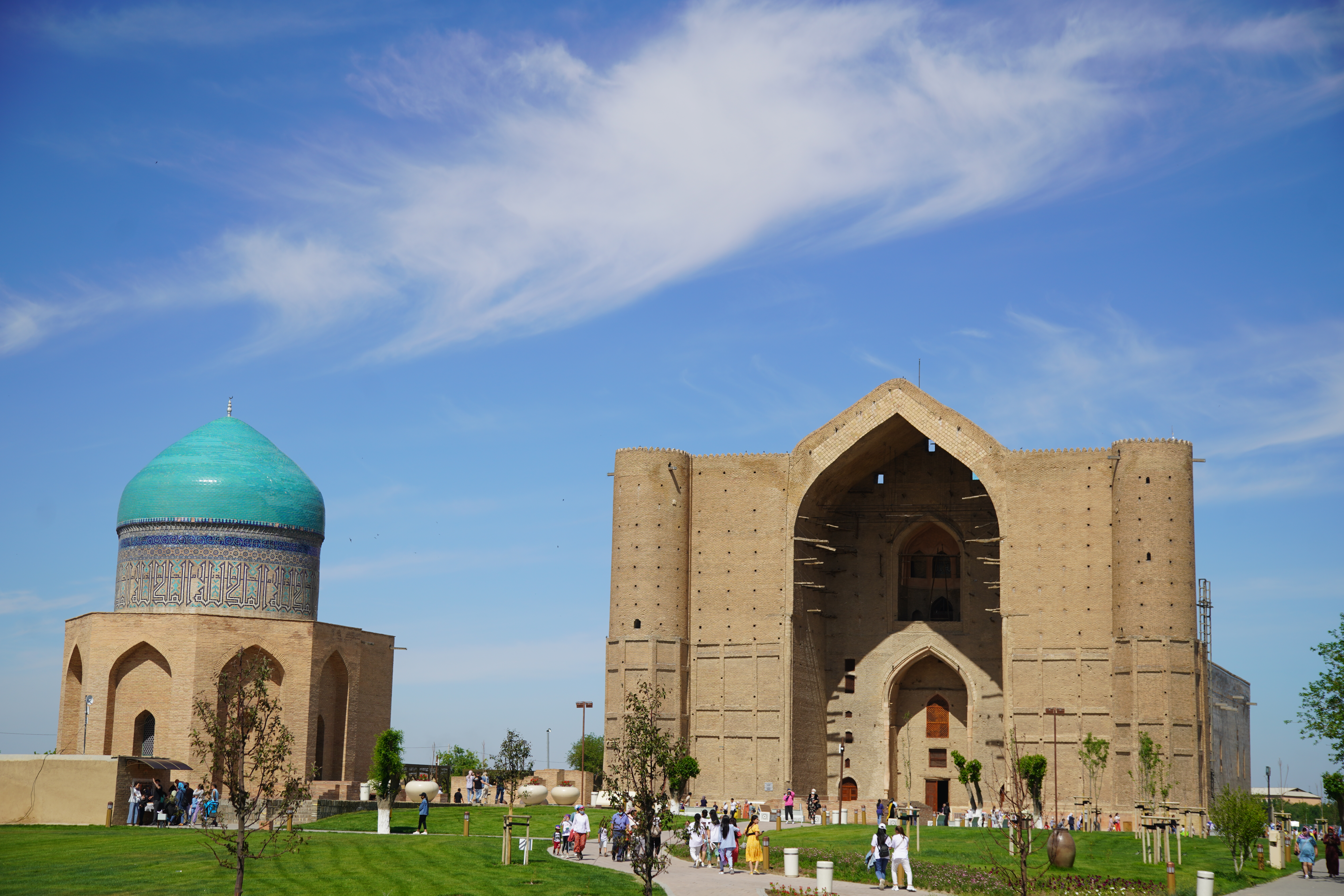
Мавзолеи Рабиги Султан Бегим и Ходжи Ахмеда Ясави

Главной достопримечательностью города является мавзолей Ахмета Ясави, построенный в конце XV века. Значительная историческая часть города около Мавзолея Ходжи Ахмеда Ясави была разрушена в период Казахско-джунгарских войн.
Мавзолей представляет собой огромное продольно-осевое портально-купольное сооружение. Размеры его в плане — 46,5 × 65,5 метра. Толщина наружных стен составляет 1,8—2 метра, центральной части — 3 метра. Здание имеет огромный портал и ряд куполов. Вокруг его центрального зала — казандыка — объединено более 35 помещений различного назначения. Казандык перекрыт самым большим из сохранившихся в Казахстане и Средней Азии кирпичным куполом диаметром 18,2 метра.
Для тюрков казан был символом единения и гостеприимства, поэтому особое значение придавалось его размерам и внешнему оформлению. Туркестанский казан не имеет себе равных. Его диаметр — 2,45 метра, вес — две тонны, изготовлен он из сплава семи металлов.
Строительный материал стен мавзолея — жжёный кирпич. Технологическая чистота его изготовления была доведена до совершенства. Изумительной красотой отличается облицовка северного портала, дверь в усыпальницу — резная, с тонкой костяной инкрустацией.
По своему масштабу мавзолей Ходжи Ахмеда Ясави сравним с соборной мечетью Биби Ханум в Самарканде.
Туркестан стал одним из туристических центров Южного Казахстана.

### Комплекс «Караван-Сарай»

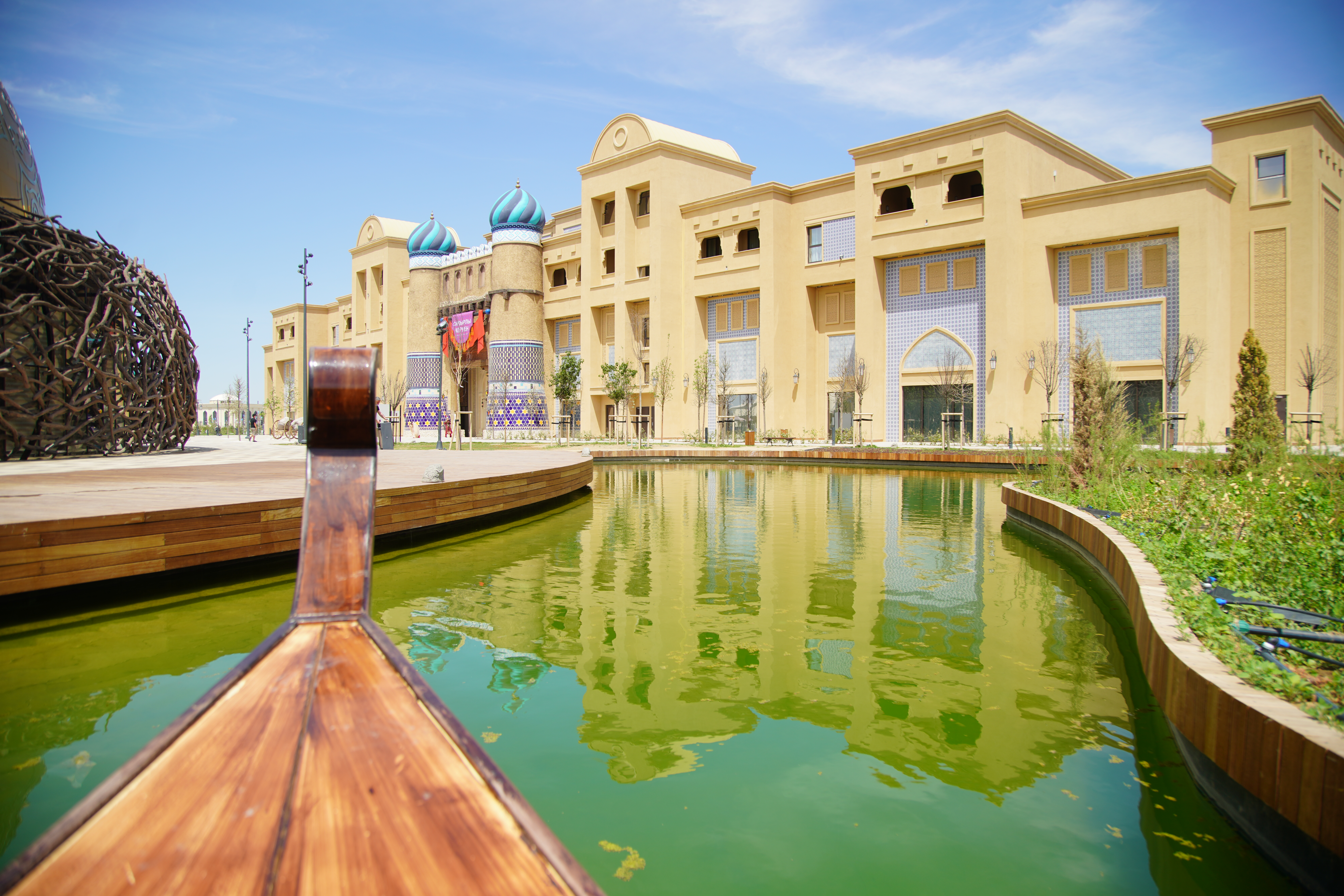
Караван-Сарай в городе Туркестане

Строительство комплекса было начато в 2018 году по инициативе президента Казахстана Нурсултана Назарбаева. В состав комплекса «Караван-Сарай» входят «Летающий театр», амфитеатр для проведения конного шоу, улица торговцев и ремесленников, восточный базар, торговые ряды и бутики, отели и рестораны, СПА и фитнес-центр, кинотеатр, семейно-развлекательный центр. Все сооружения комплекса связаны водным каналом.

## Руководители

### Председатели исполнительного комитета
1. 1932 — октябрь 1933 — Мавлянкулов Саидкул
2. октябрь 1933 — февраль 1935 — Турсунходжаев Туяк
3. — октябрь 1937 — Ибаев Машраб
4. сентябрь 1938 — август 1942 — Сафаров Момын
5. август 1942 — октябрь 1943 — Чаукенов Абдурахман
6. октябрь 1943 — март 1945 — Еспамбетов
7. март 1945 — август 1947 — Арыстанбеков Кабылбек
8. август 1947 — сентябрь 1950 — Кенжебаев Джанбурши
9. 1957 — Мулькибаев Шарипбек
10. апрель 1958 — Оринбетов, Маханбет Оринбетович
11. март 1965 — март 1969 — Абдусаттаров Абдужаппар
12. март 1969 — ноябрь 1978 — Мадиходжаев Макен
13. ноябрь 1978 — август 1985 — Алимов Адилхан
14. сентябрь 1985 — декабрь 1989 — Джурабеков, Эркин Искандарович
15. декабрь 1989 — сентябрь 1991 — Миронов, Герман Алексеевич
16. сентябрь 1991 — Балкияев Нуридин Балкияевич

### Первый секретарь Туркестанского горкома КПСС
1. Троян, Всеволод Фадеевич — март 1975 — октябрь1978
2. Исаков Махаматрасул — 1965—1978 гг.
3. Ибраев, Рашид Турарович — 1978—1980 гг.
4. Рахманбердиев Орынбай) — 1980—1985 гг.
5. Халмурадов Розакул — 1985—1989 гг.[26]
6. Балкияев, Нуритдин Балкияевич — 1989—1991 гг.

### Акимы
1. Кадырбеков, Бактияр (1992—1993)
2. Татибаев, Кален (1993)
3. Сугурбаев, Султанбек Шойнбаевич (1993 год — январь 1998 года)
4. Кайназаров, Валихан Анарбайулы (январь 1998 — октябрь 1999)
5. Аметулы, Омирзак (1999—2003)
6. Алиев, Мухит Уралбаевич (ноября 2003 — февраль 2006 года)
7. Бектаев, Али Абдикаримович (февраль 2006 года — май 2008 года)
8. Сыздыков, Бейбит Шалдарулы (май 2008 года — июль 2009 года)
9. Молдасеитов, Кайрат Кусеинович (июль 2009 года — 25 апреля 2012 года)
10. Усербаев, Алипбек Шарипбекович (25 апреля 2012 года — июль 2013 года)
11. Аширбеков, Бахытжан Айдарханович (1 июля 2013 года — 11 сентября 2014 года)
12. Усербаев, Алипбек Шарипбекович (сентябрь 2014 года — декабрь 2017 года)
13. Мусаев, Тажибек Калманович (25 декабря 2017 года — 20 июня 2018 года)[27]
14. Усербаев, Алипбек Шарипбекович (с 21 июня 2018 года по июль 2019 года)[28]
15. Аюпов, Рашид Абатович (июль 2019 года — июнь 2021 года)
16. Турашбеков, Нурбол Абдисаттарович (июнь 2021 года — 1 октября 2024)
17. Пазылбекулы, Азимбек (с 1 октября 2024)

## Города-побратимы
- Афьонкарахисар, Турция[29]
- Шуша, Азербайджан[30]

## Галерея

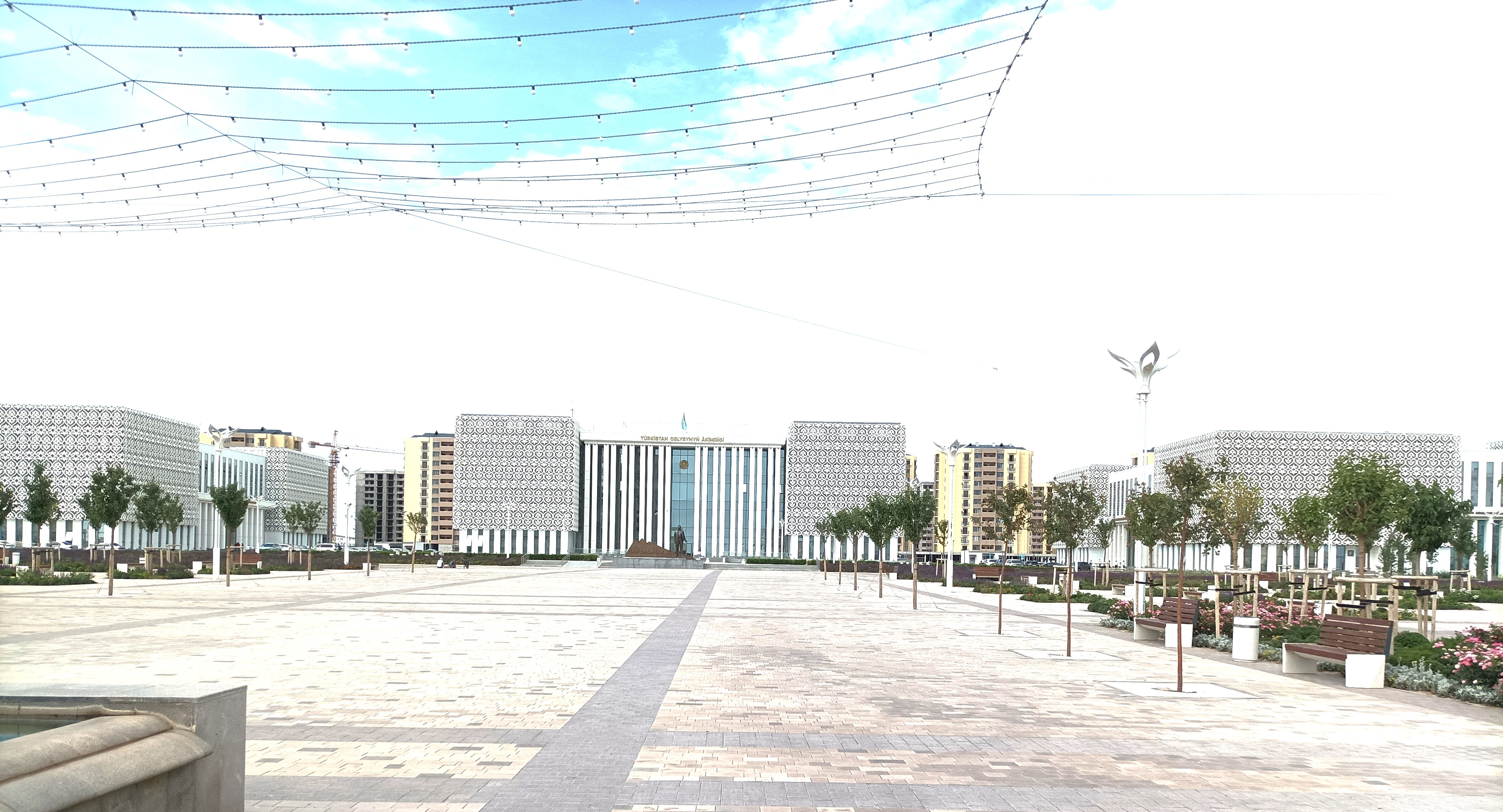
Обладминистрация
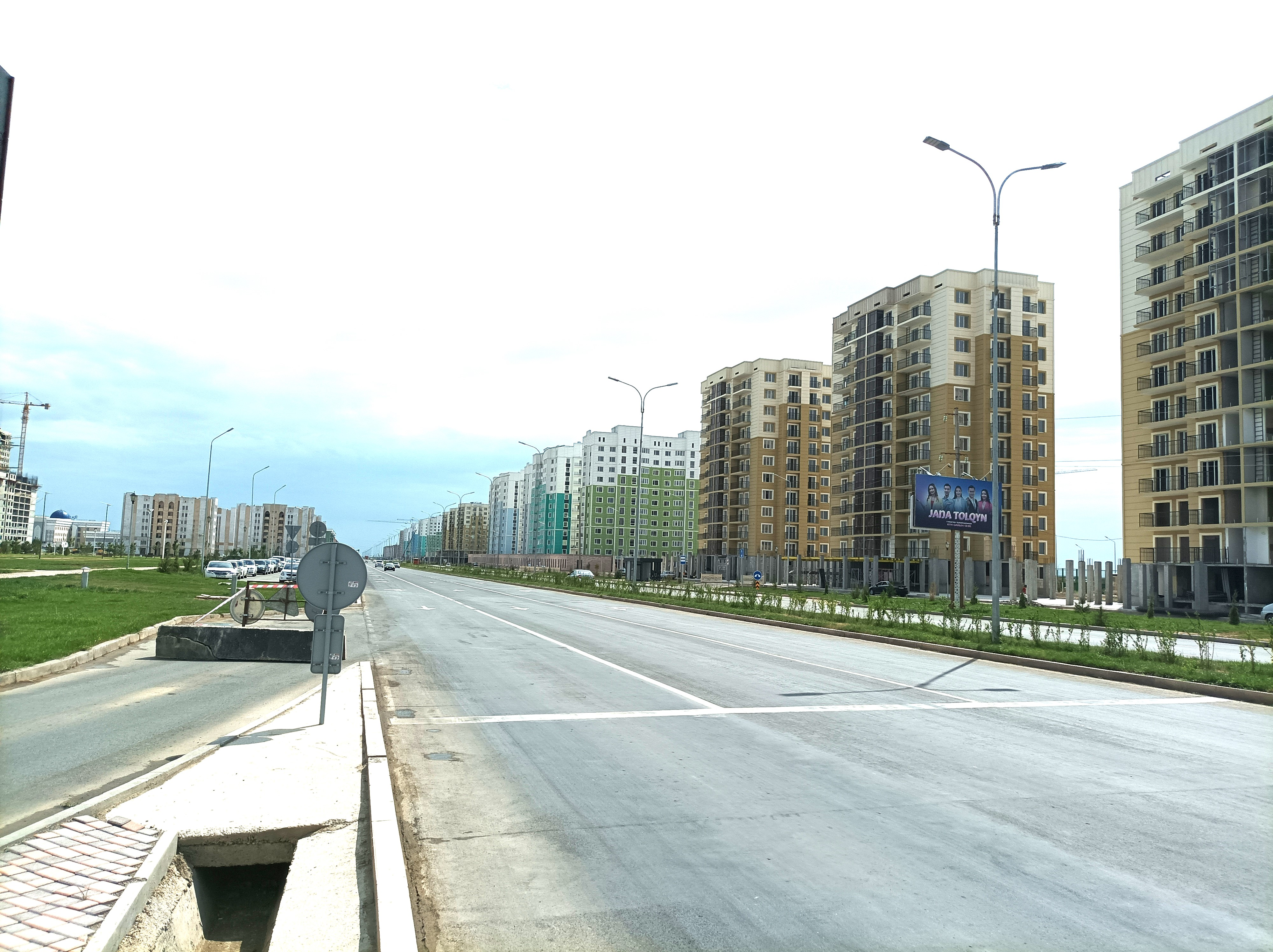
Новостройки
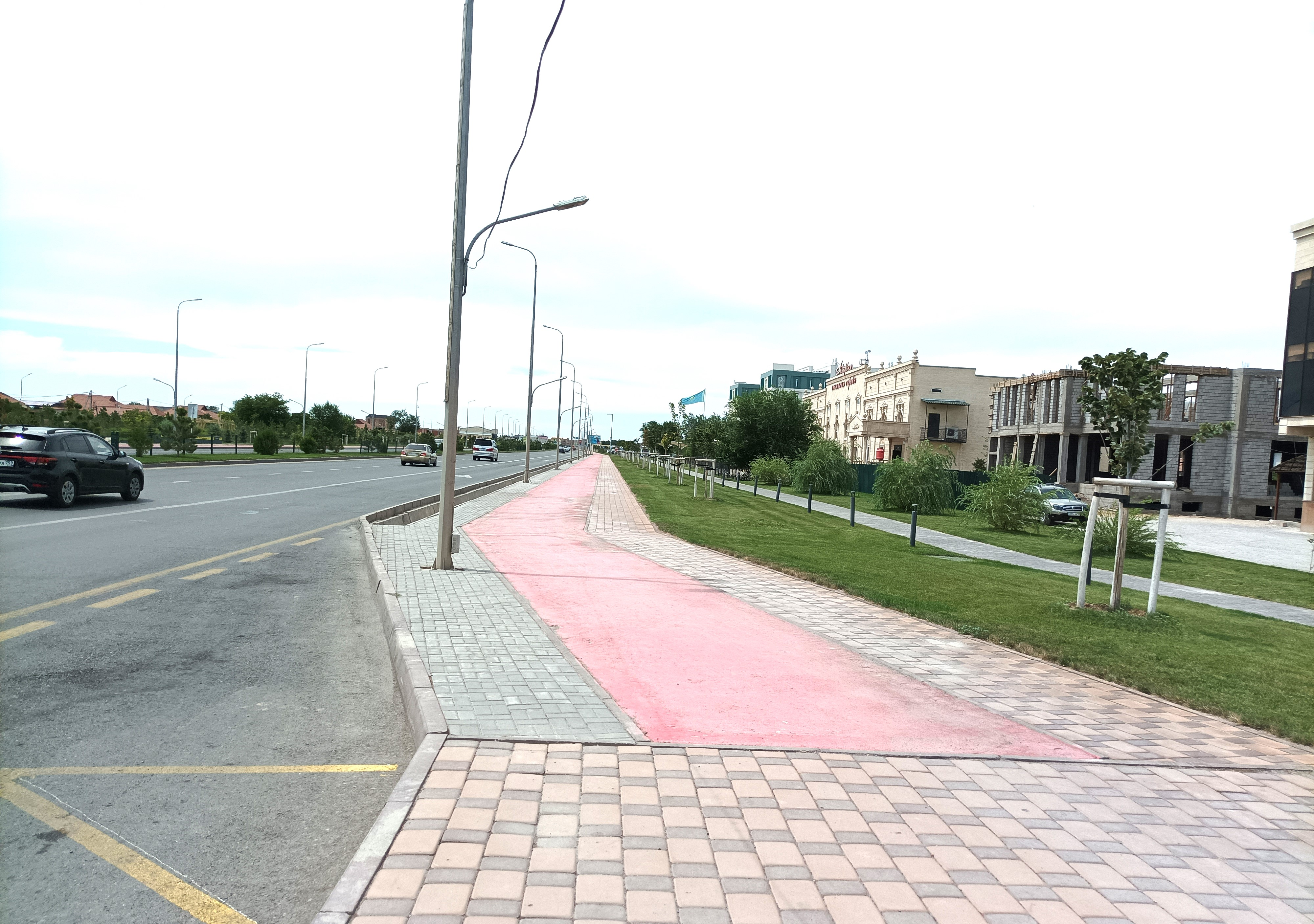
ул. Б. Саттарханова
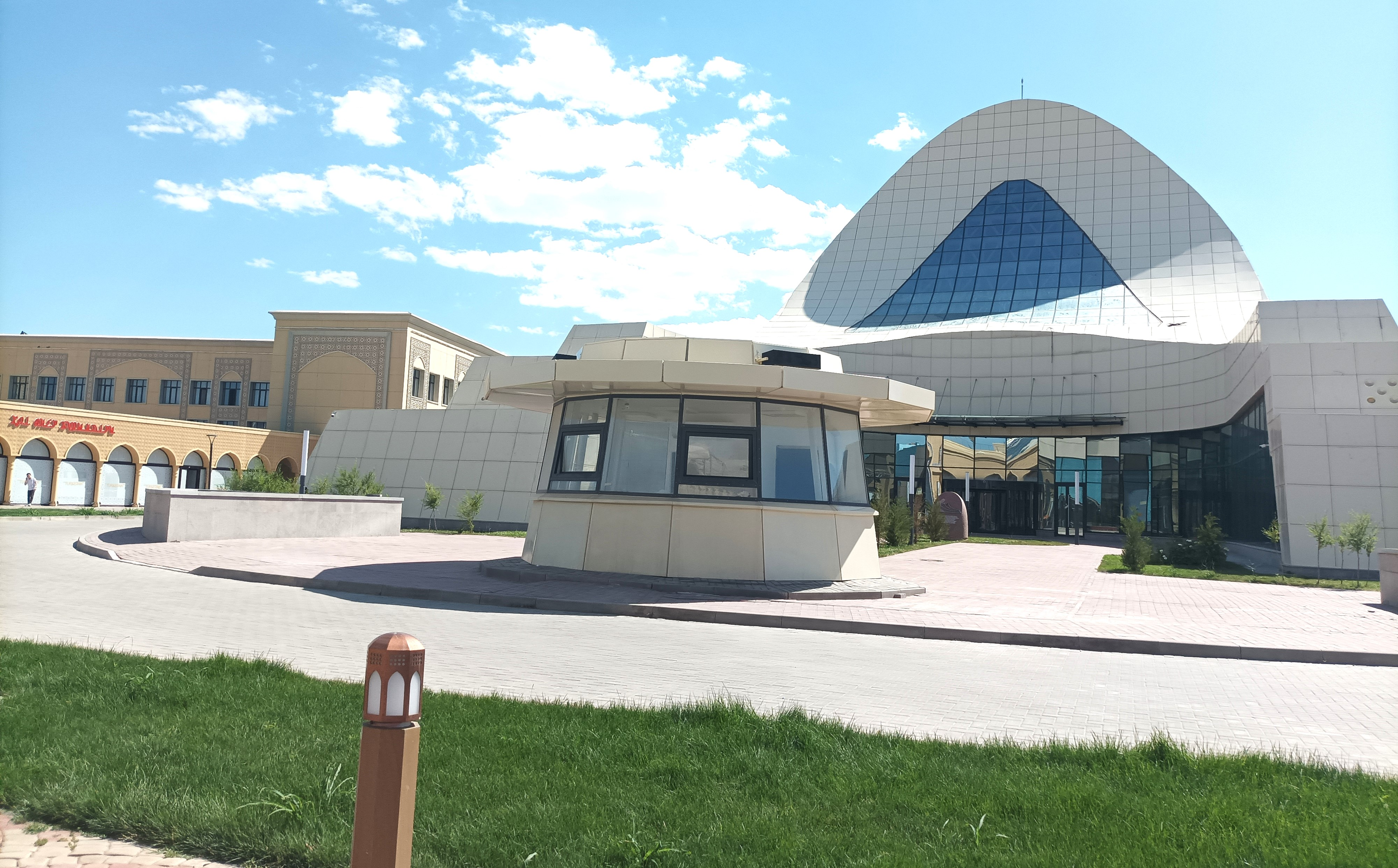
Музей А. Яссауи
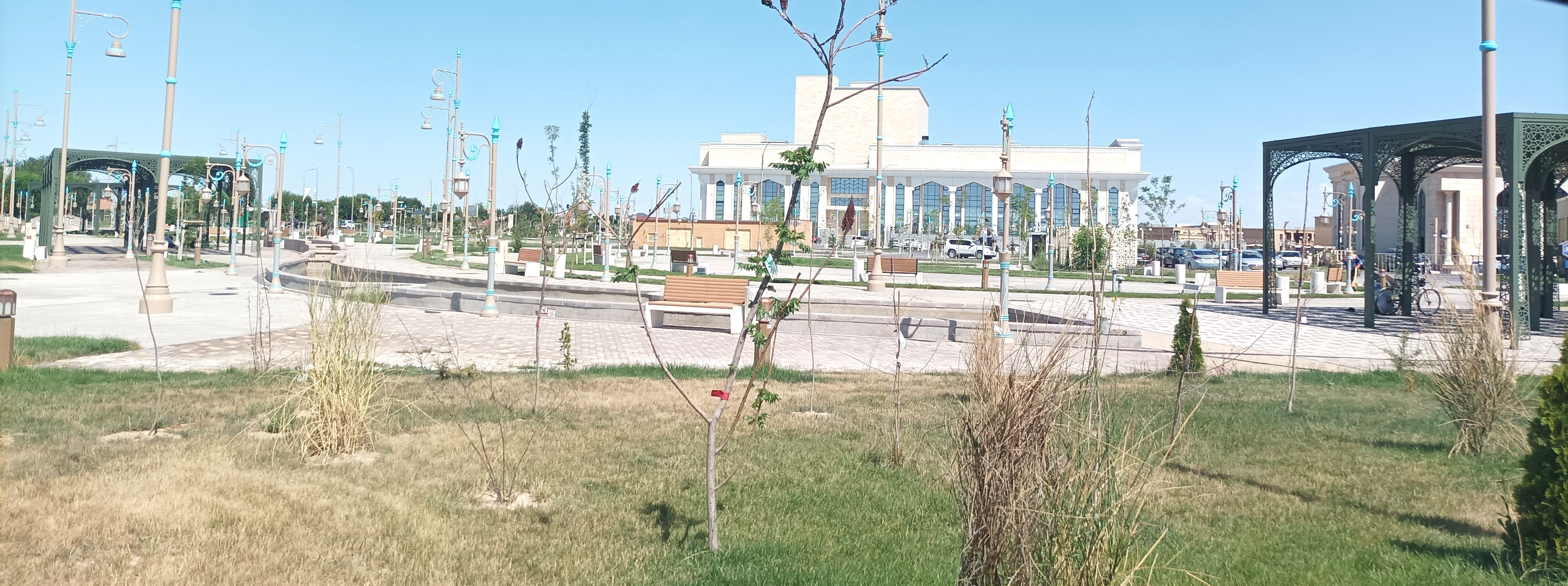
Драматический театр